# Ursula Hoffmann
Ursula Hoffmann (* 24. Januar 1970 in Koblenz) ist eine deutsche Moderatorin, Journalistin und Redakteurin.

## Leben und Karriere
Ursula Hoffmann studierte Diplom-Journalistik an der Ludwig-Maximilians-Universität München.
Von 1996 bis 1998 war Hoffmann Feldreporterin für Premiere bei Fußball-Bundesliga-Spielen. Von 1999 bis 2002 moderierte sie die Sportnachrichten in früh ran beim Sat.1-Frühstücksfernsehen sowie in täglich ran. Von 2002 bis 2008 war sie Moderatorin in der SWR-Sportredaktion, wo sie unter anderem durch die Sendung Sport im Dritten führte. Von 2003 bis 2008 moderierte sie die Sondersendung Sportschau live, wo sie von Ereignissen wie beispielsweise dem Formel-1-Freitagstraining, Ski Alpin, Ski-Weltcup der Damen und Herren, zusammen mit den Experten Markus Wasmeier und Martina Ertl, den Frauenfußballweltmeisterschaften 2003 und 2007 sowie allen Frauenfußballländerspielen 2008 – zusammen mit Expertin Nia Künzer – berichtete. Außerdem moderierte sie das Sportschau-Telegramm sowie das Olympia-Telegramm der Winterspiele 2006 in Turin.    
Von Dezember 2011 bis Dezember 2014 war sie Moderatorin bei Sky Sport News HD. Am 18. Dezember 2014 moderierte sie das letzte Mal für den Sender. Von 2015 bis 2019 war sie für die Media Relations der österreichischen Skirennläuferin Anna Veith zuständig. Seit Juli 2019 ist sie Pressesprecherin und Leiterin der Pressestelle sowie des Bereichs Social Media bei der CSU-Fraktion im Bayerischen Landtag.
Hoffmann ist eine ehemalige 800-Meter-Läuferin und begeisterte Ski- sowie Mountainbike-Fahrerin. Sie spricht neben ihrer Muttersprache fließend Englisch und gut Französisch. Ihr derzeitiger Wohnort ist München.